# Per-Janstjärnen
Per-Janstjärnen är en sjö i Sollefteå kommun i Ångermanland och ingår i Ångermanälvens huvudavrinningsområde. Sjön är 1,3 meter djup, har en yta på 0,002 kvadratkilometer och befinner sig 255 meter över havet.